# Ibis des Andes
Theristicus branickii
Espèce
Statut de conservation UICN

 NT  : Quasi menacé
L'Ibis des Andes (Theristicus branickii) est une espèce d'oiseaux de la famille des Threskiornithidae.

## Répartition
Cet oiseau vit en Équateur et à travers l'Altiplano.